# Kingsize (album)
Bài viết này được dịch từ bản tiếng Anh: http://en.wikipedia.org/wiki/Kingsize_(Five_album)
Kingsize là album studio thứ 3 và cũng là album cuối cùng của nhóm nhạc đến từ Anh Five, được phát hành vào năm 2001. Album nhận được danh hiệu đĩa Bạch kim tại UK.

## Danh sách các track
| STT | Nhan đề                                    | Sáng tác                                               | Thời lượng |
| --- | ------------------------------------------ | ------------------------------------------------------ | ---------- |
| 1.  | "Let's Dance (Radio Edit)"                 | Stannard/Gallagher/Howes/Breen/Brown/Conlon            | 3:38       |
| 2.  | "Lay All Your Lovin' on Me"                | Young/Young/Johnson                                    | 3:21       |
| 3.  | "Rock the Party"                           | Stannard/Gallagher/Breen/Brown/Conlon/Gibb             | 3:00       |
| 4.  | "Closer to Me"                             | Stannard/Gallagher/Howes/Harrington/Breen/Brown        | 4:28       |
| 5.  | "Hear Me Now"                              | Rustan/Hermansen/Neville/Robinson                      | 3:36       |
| 6.  | "Let's Get It On"                          | Stannard/Gallagher/Howes/Harrington/Breen/Brown/Conlon | 3:48       |
| 7.  | "Feel The Love"                            | Mac/Laws/Neville/Robinson                              | 4:43       |
| 8.  | "We're Going All Night (You Make Me High)" | Stannard/Gallagher/Breen/Brown/Conlon                  | 3:06       |
| 9.  | "Take Your Chances on Me"                  | Stannard/Gallagher/Howes/Harrington/Breen/Brown/Conlon | 3:05       |
| 10. | "Something In The Air"                     | Stannard/Gallagher/Breen/Brown/Conlon                  | 4:10       |
| 11. | "Breakdown"                                | Rustan/Hermansen/Neville/Robinson                      | 3:26       |
| 12. | "On Top Of The World"                      | Rustan/Hermansen/Neville/Robinson                      | 3:41       |
| 13. | "C'mon C'mon"                              | Stannard/Gallagher/Howes/Harrington/Breen/Brown/Conlon | 4:51       |
| 14. | "World Of Mine (Hidden Track)"             | Rustan/Hermansen/Neville/Robinson                      | 4:02       |
| 15. | "All Around (Hidden Track)"                | Kennedy/Woodcock/Neville                               | 3:47       |
| 16. | "The Heat (Special Edition Bonus Track)"   | Stannard/Gallagher/Breen/Brown/Conlon                  | 3:15       |

## Thành phần
- Abz Love — hát
- J Brown — hát
- Sean Conlon — hát
- Ritchie Neville — hát
- Scott Robinson — hát

## Sản xuất
- Nhà sản xuất: Julian Gallagher, Richard Stannard, StarGate, Steve Mac, Ben Chapman
- Trộn: Ash Howes, StarGate, Ben Chapman
- Engineers: Ben Chapman, Matt Howe, Daniel Pursey, Robin Sellers, Ben Coombs
- Lập trình: Ash Howes, Martin Harrington
- Phần thu: Julian Gallagher, Richard Stannard, Dave Arch
- Backing vocals: Andy Caine, Richard Stannard, Sharon Murphy, Eliot Kennedy, Tim Woodcock